# 瑪麗·黑德維希 (黑森-達姆施塔特)
瑪麗·黑德維希（德語：Marie Hedwig von Hessen-Darmstadt，1647年11月26日—1680年4月19日），薩克森-邁寧根公爵夫人，黑森-達姆施塔特伯爵格奧爾格二世的女兒。

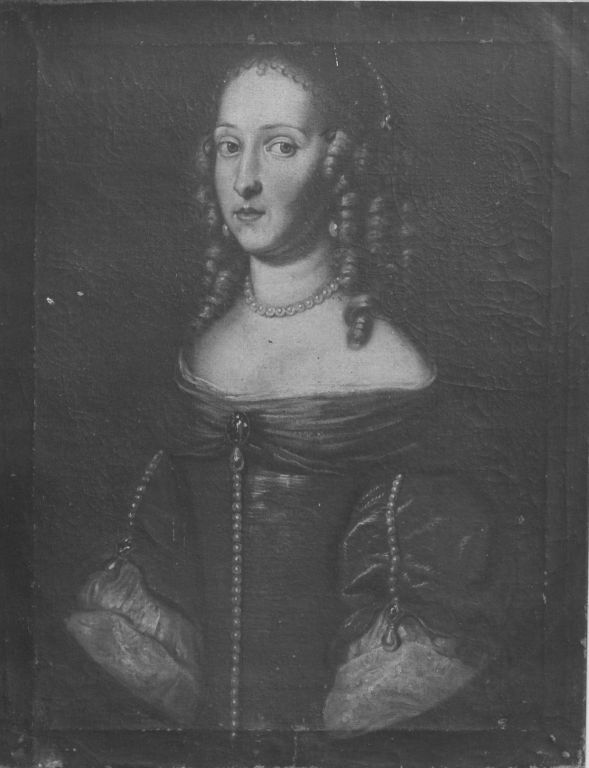

## 家庭
1671年，瑪麗·黑德維希與薩克森-邁寧根的博恩哈德一世結婚，兩人共有四個兒子：
1. 恩斯特·路德維希（1672年—1724年）
2. 博恩哈德（1673年—1694年），早逝
3. 腓特烈·威廉（1679年—1746年）
4. 格奧爾格·恩斯特（1680年—1699年），早逝